# Мігово
Мі́гово — село в Україні, у Самбірському районі, Львівської області. Населення становить 543 осіб. Орган місцевого самоврядування — Добромильська міська рада.

## Назва
За роки радянської влади село в документах називали «Міхова». 1989 р. селу надали сучасну назву.

## Розташування
Розташоване за 8 км від м. Добромиля.
Прикордонна смуга з Польщею